# Leopold Schulz-Strasznicki
Leopold Karol Schulz-Strasznicki (ur. 31 marca 1803 w Krakowie, zm. 9 czerwca 1852 w Bad Voeslau koło Wiednia), matematyk austriacki, profesor Uniwersytetu Lwowskiego.

## Życiorys
Był synem Antona (1775-1831, urzędnika) i Karoliny z Hillmayerów; po śmierci matki (1811) wychowywał się w domu dziadka Leopolda Ludwika Schulza, profesora nauk politycznych w Wiedniu. Uczęszczał w Wiedniu do gimnazjum, następnie studiował matematykę i filozofię. Pracował jako nauczyciel matematyki, fizyki i astronomii w gimnazjum w Lublanie. W 1834 został mianowany profesorem Uniwersytetu Lwowskiego; kierował katedrą matematyki, po obronie doktoratu był również dziekanem Wydziału Filozoficznego (od 1835). Wykładał we Lwowie matematykę, geometrię i astronomię. Miał opinię wymagającego egzaminatora, jako pierwszy wprowadził we Lwowie elementy matematyki wyższej. Zaprzyjaźniony z Franciszkiem Strońskim (późniejszym dyrektorem Biblioteki Jagiellońskiej), poznał dzięki niemu literaturę polską. Jednym z jego polskich uczniów był Stefan Kuczyński.
W kwietniu 1838 otrzymał nominację na profesora matematyki na politechnice w Wiedniu. Prowadził również zajęcia na Uniwersytecie Wiedeńskim oraz wygłaszał popularne wykłady astronomiczne. Ogłosił kilka prac naukowych, m.in. Elemente der Arithmetik (1831), Elemente der reinen Geometrie (1835), Stellung der Astronomie im Reiche der Menscheit (1850).
Został pochowany w Bad Voeslau. Był żonaty (z Sophie Seeliger), miał synów Johanna (ur. 1831, prawnika), Leopolda (ur. 1835, urzędnika) i Friedricha (ur. 1836, inżyniera kolejnictwa).